# David Blaustein (periodista)
David Blaustein es un periodista y crítico de cine estadounidense que es desde 1998 corresponsal de espectáculos del servicio de noticias de ABC Radio y un colaborador habitual del canal de noticias ABC News Now.
Blaustein obtuvo su primer empleo profesional en radio como operador y productor en WWKB-AM mientras estudiaba en el Buffalo State College. Allí consiguió el puesto de reportero de estilo de vida para la estación hermana WKSE-FM y comenzó a estar en el aire. Mientras seguía concurriendo a la escuela y trabajando en las dos radios, Blaustein creó un popular programa de actualidades en la estación de radio de la escuela, WBNY-FM, titulado Desinformación que conducía juntamente con el escritor Micah Nathan.
Blaustein ha realizado numerosas entrevistas a personalidades, cubrió incontables eventos vinculados al espectáculo, incluida la entrega de los Oscars y produjo muchos programas especiales de radio.